# Hartmut Heidemann
Hartmut Heidemann (Duisburg, 5 giugno 1941 – 31 luglio 2022) è stato un calciatore tedesco, di ruolo difensore.

## Carriera

### Club
Ha speso l'intera carriera nella massima serie del campionato tedesco con il Duisburg (fino al 1966 denominato Meidericher).

### Nazionale
In Nazionale ha giocato 3 partite, due nel 1966 e l'ultima nel 1968.